# السيد أصغر أكبر
السيد أصغر أكبر هي رواية صادرة عن دار التنوير سنة 2011، من تأليف الروائي مرتضى كزار .

## كاتب الرواية
مرتضى كزار روائي عراقي شاب ولد في مدينة البصرة 1982 وتخرج من كلية الهندسة جامعة بغداد 2005، أصدر روايته الأولى مكنسة الجنة عام 2008 التي اعتبرت إضافة مهمة في السرد العراقي وتناولتها العديد من المقالات والدراسات النقدية واصفة أياها كواحدة من نماذج الكتابة الجديدة في السرد العربي.

## موضوع الرواية
تتحدث الرواية عن سيرة ثلاث أخوات من مدينة النجف العراقية يسكنّ قرب ضريح الإمام علي بن أبي طالب، واحدية ونظلة ومعينة، حفيدات السيد أصغر أكبر وهو نسّاب خيول يدخل النجف في نهاية القرن التاسع عشر، ويعمل كصانع لدى خياط ثم محققًا في أنساب العشائر والبيوتات والأسر، ليقترح نظريته الخاصة في علم الأنساب، تعاصر الأخوات أحداث المدينة وتحولاتها ويكتبن بماتبقى من مطبعة الجد الحجرية سيرة العائلة بواسطة طريقة رص الحروف وكتابة كلمات معكوسة فيرتكبن بعض الأخطاء المطبعية التي ستؤثر على مسار الرواية، تستعرض الرواية أبرز مراحل المدينة وصراعاتها وانتفاضاتها في زمن الاحتلال البريطاني وفترة الانتفاضة الشعبية خلال فترة نظام صدام حسين.
تتميز الرواية باسلوبها اللغوي وسلاستها واستخدامها لطابع التهكم والملامح السريالية التي وصفت بها عوالم مرتضى گزار السردية.

## قيل عن الرواية
- قالت الروائية العراقية لطفية الدليمي:رواية (السيد اصغر أكبر) للروائي البارع مرتضى كزار رواية فريدة في سردها السحري وهي تبشر بطراز سردي مغاير تماما لما قدمه الساردون العراقيون على اختلاف اجيالهم، رواية ممتعة، مختلفة، مكتظة بأجواء سريالية تروي لنا سيرة مدينة النجف وأناسها في رؤية انثروبولوجية غير مسبوقة وتلاحق احداثا متداخلة مع رموز رافدينية غابرة، صاغ الروائي ثيماتها بشكل طبقات زمنية متراكبة، ووظف وحشة العوانس الثلاث وحرمانهن وارتيابهن بنسب والدهن - ليكشف لنا بسخرية ومن داخل ماترويه العوانس - عن خطورة الخطأ المطبعي على حياة الناس ومصائرهم في مدينة دينية تؤمن ثقافتها بالغيبيات وقوة الحرف وسحرية الكتابة.
- القاص والروائي العراقي محمد خضيّر: هذه الرواية تقدم إضافة مهمة في الإنتاج الروائي العراقي وتشكل نمطاً سرديًا يقتحم نوعنا الروائي وأن نجاحها الأكبر هو ما حققته في بناء فضاء يرتبط به الماضي بالحاضر وتنتظم فيه الحكايات العجائبية بالواقع المعاصر المنكوب؛ وعلى وجه التحديد واقع الاحتلال الأمريكي للعراق وهذا المزج والتركيب المتوازن اعطاها ميزة وجعلها تختلف عن الروايات التأريخية الأخرى، فهناك نوع من الروايات التأريخية كروايات أمين معلوف مثلاً، يحدث فيها تناص مع المدونات والسير التأريخية الرسمية، بينما النوع الثاني الذي تمثله رواية السيد أصغر أكبر هو النوع المتناص مع المروايات الشفاهية في التأريخ الشعبي، وفي النوع الأول هناك نقل وسرد مختزن في ذاكرة حاضرة وجاهزة يديرها راوٍ عليم ومتخارج مع روايته؛ ويتموقع في مقام المؤرخ . ورواية گزار كانت تدون أفعالها التأريخية في الحاضر ولايوجد مصدر تأريخي استندت عليه الرواية حاليًا، وكل المرويات الشفاهية من هذا النوع ستعتمد على هذا التناص الذي يوفره التأريخ الشعبي، حيث تتداخل هوية الرواي تداخل مع هويات شخصيات الرواية وتنكبس معها بحيث يصعب الفصل بينها، وهذا تمييز مهم جدًا.
- القاص والروائي علي عباس خفيف:بنات شمخة والسيد خنصر علي، حفيدات نسابةِ خيولٍ مجهول الأصل، الباحثات عن أرثٍ محطم، يدفنّ حلم الكلمات حينما يفرغنَ حروف الطباعة، سر ابداع عصور كاملة في سرداب المنزلِ القديم الذي تنبت فيه الحكايات مثل الأرواح أو الجان. تلك الأحاجي الآسرة تستغرق الفرح. وإِذا كان علينا أن نتأمل في منجز صاحب (مكنسة الجنة) الجديد هذا، فأن مجساتنا ستُفاجأ حتمًا بهذه الرواية، وهي تنبش الماضي، والحيوات، والمخبوء .
- الروائي العراقي عبد الخالق الركابي: الروايات العراقية، كما هو معروف، قليلة قياساً إلى المجالات الإبداعية الأخرى ولاسيما الشعر، والنماذج المتقدمة من هذا العدد القليل أقل؛ لا تكاد تعد على أصابع اليدين، ورواية مرتضى كزار (السيد أصغر أكبر) واحدة من هذه النماذج الأقل: في وسعها أن تقف بثقة جنب أفضل الروايات العراقية سواء بثراء مضمونها أم سحر تقنيتها التي استلهمت الواقعية السحرية بشكل استثنائي.

لا أكتمكم صديقاتي وأصدقائي أنني صعقت لحظة شروعي في قراءتها؛ فسألت نفسي أكثر من مرة: هل ما أقرأ رواية أم شيء آخر لا أعرف ماذا أسميه؟ بيد أن هذا التساؤل سرعان ما أزحته جانباً وأنا أرافق العوانس الثلاث بصخبهن وضجة مطبعتهن وروعتهن في حرمانهن ـ حرمان المرأة العراقية عموماً ـ لقد أدهشني هامش الحرية الذي انتزعه الروائي من عالم السرد بثقة واقتدار ليقدم هذا المزيج العجيب من الصور السوريالية وأحلام الطفولة والكبت الجنسي لدى العوانس وذلك الإيقاع الذي كنت أكاد اسمعه يتردد في كل صفحة من صفحات الرواية أعني إيقاع المطبعة البدائية التي كن يطبعن عليها سيرة الأسرة ولاسيما سيرة ذلك النساب العجائبي (أصغر أكبر) بوجهه الذي لن يكون في وسعك أن تراه جيداً لا بعدما تستدير بعينيك عنه.
- الناقد والقاص العراقي سعد محمد رحيم: السيد أصغر أكبر، عالم خاص ذو طابع تراجيكوميدي.. إنها التراجيدية العراقية بامتياز، المنقوعة بالكوميديا، يبنيه مرتضى كزار بمعجم فريد من المفردات التي يوظفها بوعي حاد ومتهكم، ومن منظور ينفذ إلى أعماق الواقع العراقي، وتاريخه القريب.. شخصياته من قاع المجتمع، من الهامش؛ الهامش الذي بات يطغي على المتن في بلاد كل ما فيها يعاني من الاختلال، في هذه الرواية نسمع صوت أولئك الذين لم تتح لهم قط أن يكون لهم صوت في الهواء الطلق.

## مقالات (وصلات خارجية)
- حكايات الهامش العراقي المنسي تاريخاً وواقعاً- صحيفة الحياة
- جينا سلطان: الخطأ المطبعي.. هل يفك حرز الماضي؟- صحيفة العالم
- السيد أصغر أكبر في البيت الثقافي في البصرة- صحيفة شهريار
- محمد خضير: رواية التغيير في العراق سبقت التغيير السياسي بعقد من الزمان- صحيفة العالم
- مرتضى كزار.. المخيال الشعبي والمدينة الثالثة- صحيفة العالم
- الأخطاء المطبعية خطر هدد العراق في رواية "السيد أصغر أكبر" - صحيفة اليوم السابع
- مكنسة الجنة ..سريالية عراقية خالصة سعد محمد رحيم- صحيفة الروائي
- رواية (مكنسة الجنة) صدمة تعصف بالجديد - صحيفة الزمان
- مكنسة الجنة.. قلب من ذهب وحذاء مجنون- صحيفة المدى